# Stadion Lublinianki
Stadion Lublinianki – stadion piłkarski w Lublinie, na którym swoje mecze rozgrywa KS Lublinianka.

## Historia
Na początku swego istnienia klub rozgrywał mecze na boisku przy ul. Lipowej. Następnie przeniósł się na mogący pomieścić 9000 widzów stadion przy ul. Okopowej, który posiadał zadaszoną trybunę honorową. Stadion przyjął swoją obecną formę po zakończeniu II wojny światowej, kiedy to władze komunistycznej Polski zdecydowały się wybudować dla „Wojskowych” stadion w dzielnicy Wieniawa. Obiekt powstał w miejscu boiska, które wybudowali Niemcy na terenie byłej synagogi i kirkutu (macewy zostały przez nich użyte do wzmacniania fundamentów kamienic przy ul. Spokojnej), wyburzonych wraz z całą żydowską dzielnicą w 1940 roku. Pierwszy w historii mecz piłkarski na tym obiekcie miał miejsce 27 kwietnia 1952 roku. Było to spotkanie o mistrzostwo II ligi pomiędzy Gwardią Lublin a Gwardią Kielce. 14 czerwca 1981 r. na stadionie przewodniczący KKP NSZZ Solidarność Lech Wałęsa spotkał się z mieszkańcami Lublina.
W 2001 roku teren, na którym znajduje się klub, wydzierżawiła na 30 lat norweska grupa inwestycyjna. Została powołana sportowa spółka akcyjna, a większość akcji (90%) przypadło w udziale Norwegom. Nowi właściciele ogłosili ambitne plany – miały powstać galeria handlowa, hotel, multikino, planowano modernizację stadionu. Pojawiły się jednak kłopoty natury formalno-prawnej, a w 2010 r. kuratelę nad obiektem i klubem ponownie przejął lubelski MOSiR. 
We wrześniu 2017 rozpoczął się remont stadionu.